# Sistema tributario local de España
El sistema tributario local de España es el conjunto de tributos de carácter local que contempla el sistema tributario español, actualmente regulado en el Real Decreto Legislativo 2/2004, de 5 de marzo. Se trata de impuestos, tasas y contribuciones especiales cuya titularidad corresponde a los Ayuntamientos.
Los impuestos municipales se pueden clasificar en dos grupos dependiendo de la obligatoriedad para exigirlos:
- Obligatorios. Son obligatorios el Impuesto sobre Bienes Inmuebles, el Impuesto sobre Actividades Económicas y el Impuesto sobre Vehículos de Tracción Mecánica. Son exigibles aunque no haya acuerdo de imposición por parte del Ayuntamiento.
- Voluntarios, también denominados postestativos. Para poder exigirlos se necesita acuerdo expreso de imposición por parte del Ayuntamiento, y son: El Impuesto sobre Construcciones, Instalaciones y Obras (ICIO), el Impuesto sobre el Incremento de Valor de los Terrenos de Naturaleza Urbana y el Impuesto sobre Gastos Suntuarios.

## Impuestos obligatorios

### Impuesto sobre Actividades Económicas
Es un Impuesto municipal directo, de carácter real, cuyo hecho imponible está constituido por el mero ejercicio en territorio municipal de actividades empresariales, profesionales o artísticas, se devenga anualmente.
No obstante lo anterior, están exentos las personas físicas, los que inicien el ejercicio de su actividad, durante los dos primeros períodos impositivos en que se desarrolle la misma y los sujetos pasivos del Impuesto sobre Sociedades y los entes sin personalidad jurídica que tengan un importe neto de la cifra de negocios inferior a 1 millón de euros en el ejercicio anterior.
La cuota a pagar se calcula en función de distintos factores (tipo de actividad, superficie empleada, importe neto de la cifra de negocios etc.). Los tipos mínimos son publicados por el Gobierno y pueden ser adaptados por cada Ayuntamiento.

### Impuesto sobre Bienes Inmuebles (IBI)
Es un Impuesto municipal directo, de carácter real, obligatorio, cuyo hecho imponible es la titularidad de derechos reales sobre bienes inmuebles de naturaleza rústica o urbana situados en el término municipal o la titularidad de una concesión administrativa sobre dichos bienes o sobre los servicios públicos a los que estén afectados, y grava el valor de los referidos inmuebles sobre la base del valor catastral determinado conforme a lo dispuesto en las normas reguladoras del Catastro Inmobiliario, a distintos tipos hasta un máximo de 1,30% para los bienes urbanos y de 1,22% para los bienes rústicos.
Este Impuesto se devenga anualmente

### Impuesto sobre Vehículos de Tracción Mecánica
Es un Impuesto municipal directo, de carácter real, gestionado íntegramente por los Ayuntamientos, y que grava la titularidad de los vehículos de tracción mecánica, aptos para circular por las vías públicas.

## Impuestos potestativos

### Impuesto sobre Construcciones, Instalaciones y Obras (ICIO)
Es un Impuesto indirecto, de carácter real, voluntario y gestionado íntegramente por los Ayuntamientos, cuyo hecho imponible está constituido por el coste real de cualquier construcción, instalación u obra. El plazo de presentación e ingreso de la deuda resultante, es en general, 30 días hábiles siguientes a aquel en que se haya notificado la autorización de la correspondiente licencia urbanística.

### Impuesto sobre el Incremento de Valor de los Terrenos de Naturaleza Urbana (IIVTNU)
Es un Impuesto municipal directo, voluntario, de carácter real y gestionado íntegramente por los Ayuntamientos, cuyo hecho imponible está constituido por el incremento de valor que experimenten los terrenos de naturaleza urbana y que se ponga de manifiesto a consecuencia de la transmisión de la propiedad de los mismos, por cualquier título, o de la constitución o transmisión de la propiedad de cualquier derecho real de goce, limitativo del dominio, sobre los referidos terrenos.
El Impuesto grava el aumento de valor de los terrenos urbanos puesto de manifiesto en el momento de la transmisión. El sujeto pasivo del impuesto será el transmitente en las transmisiones de carácter oneroso y el adquirente en las transmisiones lucrativas o aquellas en las que el transmitente sea una persona física no residente en el país.
El tipo de gravamen del impuesto será el fijado por cada Ayuntamiento, sin que dicho tipo pueda exceder del 30%. La base imponible de este impuesto está constituida por el aumento del valor del terreno (definido éste como un porcentaje del valor catastral del terreno, en función de los años transcurridos desde la compra).

### Impuesto sobre Gastos Suntuarios
Los ayuntamientos podrán continuar exigiendo el Impuesto Municipal sobre Gastos Suntuarios, en lo referente, exclusivamente, a la modalidad de este que grava el aprovechamiento de cotos de caza y pesca